# وسام الملاك الطاووس (يزيدية)
جماعة ملاك الطاووس هي جمعية سرية مزعومة متأثرة بالديانة اليزيدية، تم الحديث عنها في كتاب نُشر عام 1961 بعنوان الجمعيات السرية بالأمس واليوم، والذي أُعيد إصداره لاحقًا تحت اسم تاريخ الجمعيات السرية. المؤلف، الذي كتب تحت الاسم المستعار "أركون دارول"، يزعم في الكتاب أنه التقى بأعضاء هذه الجماعة في ضواحي لندن، وشارك في إحدى طقوسهم. ومع ذلك، فإن دارول يُعد المصدر الوحيد الذي أشار إلى وجود هذه الجماعة، مما يجعل مصداقية وجودها موضع شك.

## معنى الاسم
"ملاك الطاووس" هو الترجمة الشائعة لعبارة "ملك طاووس"، وهو الكائن المقدس الأعلى في الديانة اليزيدية، ويُنظر إليه كرمز للنور والخلق. وبحسب رواية أركون دارول، فإن النسخة الإنجليزية من طائفة ملاك الطاووس نُقلت إلى بريطانيا عام 1913 على يد شخص سوري لم يُفصح عن اسمه إلا للمؤسسين في الطائفة. ويدّعي دارول أن الطائفة توسعت لاحقًا لتشمل "عدة مئات من الأعضاء في جميع أنحاء بريطانيا"، إضافة إلى وجود ثلاثة محافل مرتبطة بها في الولايات المتحدة.

## الطقوس
تؤمن جماعة ملاك الطاووس بوجود قوة روحية عليا تتحكم في الشؤون الإنسانية، ويُرمز لهذه القوة بطائر الطاووس، الذي يُعتبر رمزًا للجمال والغموض والسلطة. يخضع الأعضاء الجدد لسلسلة من التمارين العقلية والجسدية المصممة لتعزيز السيطرة على العواطف من خلال تقوية الإرادة. وقد وصف أركون دارول أحد طقوسهم، حيث شارك الأعضاء، وهم يرتدون ثيابًا خاصة، في رقصة نشوة طقسية أمام تمثال ضخم للطاووس، في أجواء توصف بأنها مشحونة بالرمزية والتجربة الروحية العميقة.
كعلامة على الهوية والانتماء، يُطلب من أعضاء جماعة ملاك الطاووس وضع اليد اليمنى مع فرد الأصابع – ربما لتمثيل ذيل الطاووس – على الصدر الأيسر، فوق القلب مباشرة. ويُقال إن هذه الحركة تحمل دلالة رمزية على الولاء والطهارة الروحية. كما يُشاع أن بعض الأعضاء يحتفظون بطاووس حي، يُنظر إليه كرمز حي للإله الذي يكرمونه، ويُعامل بعناية واحترام كبيرين ضمن الطقوس والممارسات الخاصة بالجماعة.

## الخيال
تضمنت الرواية القصيرة التي كتبها إدوارد دي. هوش عام 1965 بعنوان "شعب الطاووس" إشارة إلى "وسام ملاك الطاووس"، والذي يتطابق في وصفه مع ما ورد في كتاب "الجمعيات السرية بالأمس واليوم" (الذي أعيد نشره لاحقًا بعنوان تاريخ الجمعيات السرية). ويبدو أن هوش استلهم عناصر هذا "الوسام" من رواية دارول، بما في ذلك الرموز، الطقوس، وحتى وصف المعتقدات الغامضة المرتبطة بالطاووس كقوة روحية مركزية.
كان للمجتمع أصل غير مؤكد في المنطقة التي تُعرف الآن بسوريا والعراق، منذ مئات السنين. تم إدخاله إلى إنجلترا بواسطة سوري غامض في عام 1913، وقد حقق بعض النجاح هناك. ...
تتكوّن طقوس ملاك الطاووس في الغالب من مصلّين يرتدون أردية بيضاء ويرقصون بجنون أمام تمثال من خشب الأبنوس يبلغ ارتفاعه ثمانية أقدام لطائر الطاووس.
تتحدث الرواية عن وجود فرع للمنظمة في الولايات المتحدة يُديره مهاجر بريطاني.
في كتاب المستنير (بالإنجليزية: The Illuminatus) الذي كتبه روبرت شي وروبرت أنطون ويلسون عام 1975، تظهر ثلاثية وسام الملاك الطاووس (بالإنجليزية: Order of the Peacock Angel) كعنوان لمنظمة تشارك في مشروع (بالإنجليزية: Discordian) الذي يُدعى (بالإنجليزية: Operation Mindfuck)، والموضح في "الملحق Yod".
تزعم رواية كوبر ماكلولين القصيرة عام 1987، "أمر ملاك الطاووس"، والتي نُشرت في مجلة الخيال والخيال العلمي، وجود مصادر تاريخية لحكايتها عن مجتمع عمره ألف عام استمر حتى ستينيات القرن العشرين .

## ثلاثية وسام الملاك الطاووس
هي ثلاثية روائية كتبها روبرت شيا وروبرت أنطون ويلسون، ونُشرت لأول مرة في عام 1975. تتكوّن السلسلة من ثلاثة أجزاء:
- العين في الهرم (بالإنجليزية: The Eye in the Pyramid)
- التفاحة الذهبية (بالإنجليزية: The Golden Apple)
- ليفاياثان (الوحش البحري) (بالإنجليزية: Leviathan)

## ملحوظات
1. ↑  Daraul، Arkon (1989). A History of Secret Societies (ط. reissue). ص. 141–155. ISBN:0-8065-0857-4.
2. ↑  Pronzini، Bill؛ Greenberg، Martin Harry، المحررون (2005). The mammoth book of short spy novels (ط. Rev. ed). Mew York: Carroll & Graf. ISBN:978-0-7867-1504-6. {{استشهاد بكتاب}}: |طبعة= يحوي نصًّا زائدًا (مساعدة)
3. ↑  Hoch، Edward D. (2005). Bill Pronzini؛ Martin Harry Greenberg (المحررون). The Mammoth Book of Short Spy Novels: "People of the Peacock" (1965). Carroll & Graf. ص. 338. ISBN:0-7867-1504-9.
4. ↑  Wilson، Robert Anton؛ Robert Shea (1975). The Illuminatus! Trilogy. ص. 351 (ebook edition).

## الروابط الخارجية
- أقدم رتبة لملاك الطاووس